# Saison 3 de Claws
Chronologie
Saison 2
Cet article présente le guide des épisodes de la troisième saison de la série télévisée américaine Claws.

## Généralités
- Aux États-Unis, la saison est diffusée depuis le 9 juin 2019[1] sur TNT.
- Au Canada, la saison est diffusée dès le 23 juin 2019 sur Bravo!.

## Distribution

### Acteurs principaux
- Niecy Nash (VF : Laura Zichy) : Desna Simms
- Carrie Preston (VF : Véronique Augereau) : Polly Moss
- Judy Reyes (VF : Christine Braconnier) : Quiet Ann
- Karrueche Tran (VF : Edwige Lemoine) : Virginia
- Jenn Lyon (en) (VF : Marie Chevalot) : Jennifer Husser
- Jack Kesy (VF : Raphaël Cohen) : Roller Husser
- Kevin Rankin (VF : Yann Peira) : Bryce Husser
- Jason Antoon (en) (VF : Tony Joudrier) : Dr Ken Brickman
- Harold Perrineau (VF : Frantz Confiac) : Dean Simms
- Dean Norris (VF : Jean-François Aupied) : Clay Husser / « Uncle Daddy »
- Evan Daigle (VF : Fred Colas) : Toby

### Acteurs récurrents
- Sherry Cola : Special Agent Lucy Chun
- Glynn Turman : Calvin, père de Desna et Dean
- Bechir Sylvain : EJ, ex-petit ami de Jenn
- Seana Kofoed (en) : Gretch
- Bernard White : Vikram Patel III, Gouverneur Républicain

## Épisodes

### Épisode 1:Just the Tip
- États-Unis : 9 juin 2019 sur TNT[2]
- Canada : 23 juin 2019 sur Bravo!
- France : sur Warner TV

- États-Unis : 1,051 million de téléspectateurs[3] (première diffusion)

### Épisode 2:Muscle & Flow
- États-Unis : 16 juin 2019 sur TNT
- Canada : 30 juin 2019 sur Bravo!

- États-Unis : 826 000 téléspectateurs[4] (première diffusion)

### Épisode 3:Welcome to the Pleasuredome
- États-Unis : 23 juin 2019 sur TNT
- Canada : 7 juillet 2019 sur Bravo!

- États-Unis : 620 000 téléspectateurs[5] (première diffusion)

### Épisode 4:Boy, Bye
- États-Unis : 30 juin 2019 sur TNT
- Canada : 14 juillet 2019 sur Bravo!

- États-Unis : 810 000 téléspectateurs[6] (première diffusion)

### Épisode 5:Zaddy Was a Rolling Stone
- États-Unis : 7 juillet 2019 sur TNT
- Canada : 21 juillet 2019 sur Bravo!

- États-Unis : 740 000 téléspectateurs[7] (première diffusion)

### Épisode 6:Fly Like an Eagle
- États-Unis : 14 juillet 2019 sur TNT
- Canada : 28 juillet 2019 sur Bravo!

- États-Unis : 807 000 téléspectateurs[8] (première diffusion)

### Épisode 7:Chicken Pussy
- États-Unis : 21 juillet 2019 sur TNT
- Canada : 4 août 2019 sur Bravo!

- États-Unis : 892 000 téléspectateurs[9] (première diffusion)

### Épisode 8:What is Happening to America
- États-Unis : 28 juillet 2019 sur TNT
- Canada : 11 août 2019 sur Bravo!

- États-Unis : 729 000 téléspectateurs (première diffusion)

### Épisode 9:Melba Toast
- États-Unis : 4 août 2019 sur TNT
- Canada : 18 août 2019 sur Bravo!

- États-Unis : 771 000 téléspectateurs (première diffusion)

### Épisode 10:Finna
- États-Unis : 11 août 2019 sur TNT
- Canada : 25 août 2019 sur Bravo!

- États-Unis : 918 000 téléspectateurs (première diffusion)